# Intersindical-CSC
La Intersindical - Confederació Sindical Catalana o Intersindical-CSC (I-CSC) és un sindicat independentista i de classe català, fundat l'any 1990 i constituït el 1993. Des del juny de 2020 n'és secretari general Sergi Perelló i Miró. És membre de ple dret de la Federació Sindical Mundial, la segona federació mundial de sindicats. Al mateix temps és fundadora i membre del Consell de la Plataforma de Sindicats de Nacions Sense Estat. Per altra banda, és membre actiu de la Federació d'Organitzacions Catalanes Internacionalment Reconegudes (FOCIR) i participa de diverses plataformes socials com Som Escola, Taula Catalana per la Pau i els Drets Humans a Colòmbia o International Action for Peace.
El sindicat no té cap vinculació política partidista, no obstant és habitual trobar entre les seves files militants de base de l'Esquerra Independentista i d'Esquerra Republicana, tenint en compte que tant des de La Forja i Poble Lliure com des de Jovent Republicà s'aposta per reforçar el sindicat.

## Història

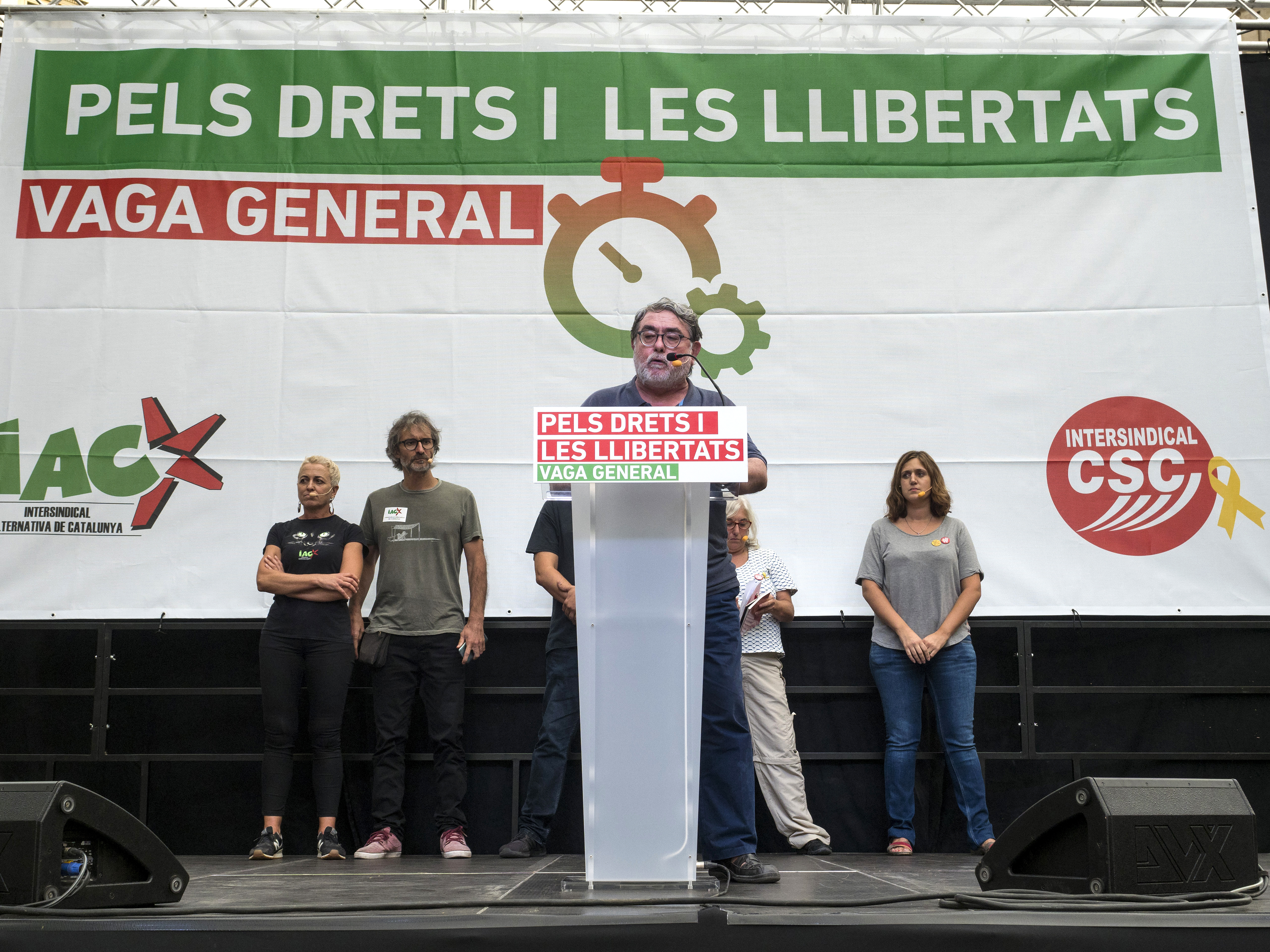
Parlament del secretari general d'I-CSC, Carles Sastre, a l'acte final de la vaga del 8N

L'any 1980 es forma la Confederació Sindical de Treballadors de Catalunya (CSTC) a partir de l'acord aconseguit entre la Solidaritat d'Obrers de Catalunya (SOC) i l'organització sindical vinculada al Partit Socialista d'Alliberament Nacional (PSAN) anomenada Col·lectius de Treballadors pel Sindicat de Catalunya (CCTT).
El 1985 la Confederació Sindical de Treballadors de Catalunya (CSTC) es va unir a dues organitzacions menors i va néixer la Confederació Sindical Catalana (CSC). El sindicat va entrar en crisi el 1986 i posteriorment el 1987 una part de la seva militància, situada ideològicament més a prop de l'extrema esquerra, va fundar la Coordinadora Obrera Sindical (COS). Entre 1987-1988 en fou secretari general Jordi Fayos i López. Posteriorment el 1989 es van produir una nova escissió, militància que passà majoritàriament a Comissions Obreres.

### Refundació
El 1990, es va produir la refundació del sindicat amb un congrés, celebrat a Vic, on es va posar fi al procés disgregacionista del sindicat i es va rebatejar amb el nom actual d'Intersindical-CSC. Fins al 1993 es van afegir a la Intersindical-CSC diferents sindicats de branca i empresa que avui conformen l'actual I-CSC sota un model organitzatiu confederal però sense perdre el referent de classe. El congrés constituent de la Intersindical es va celebrar el novembre de 1993 a Tarragona, amb Miquel Porter com a primer secretari general del sindicat. Durant el II Congrés confederal de la I-CSC celebrat el 1998 es realitza una profunda renovació generacional del sindicat i un enfortiment dels principis sindicals i nacionals de l'organització.
A partir de 2004 es va reconduir la central sindical cap a posicions clarament d'esquerres i independentistes, amb la voluntat de ser el sindicat nacional i de classe de referència dels Països Catalans. Entre 1998 i 2013, la secretària confederal fou Isabel Pallarès i Rogué, i a partir del 6 d'abril de 2013 se n'encarregà el fins al moment secretari d'acció sindical Carles Sastre i Benlliure. D'ençà el juliol del 2020, passa a ser secretari general Sergi Perelló i Miró, que ja n'era fins aquest moment vicesecretari general.
El 2017 el sindicat convoca a la vaga general del 8-N, i dos anys després faria un salt de qualitat en la seva representació sindical augmentant el nombre de delegats i arribant a ser la primera força a l'administració catalana.
El 2021, durant la pandèmia de la Covid-19, el sindicat juntament amb l'Assemblea Nacional Catalana van impulsar la plataforma Alcem-nos i un manifest conjunt de cara al Primer de Maig d'aquell any per ''enfortir l’independentisme en el marc de la crisi econòmica derivada de la pandèmia'', incloent-hi també una resposta unitària de país en defensa de la democràcia, l’autodeterminació de Catalunya i la fi de la repressió.

## Organització

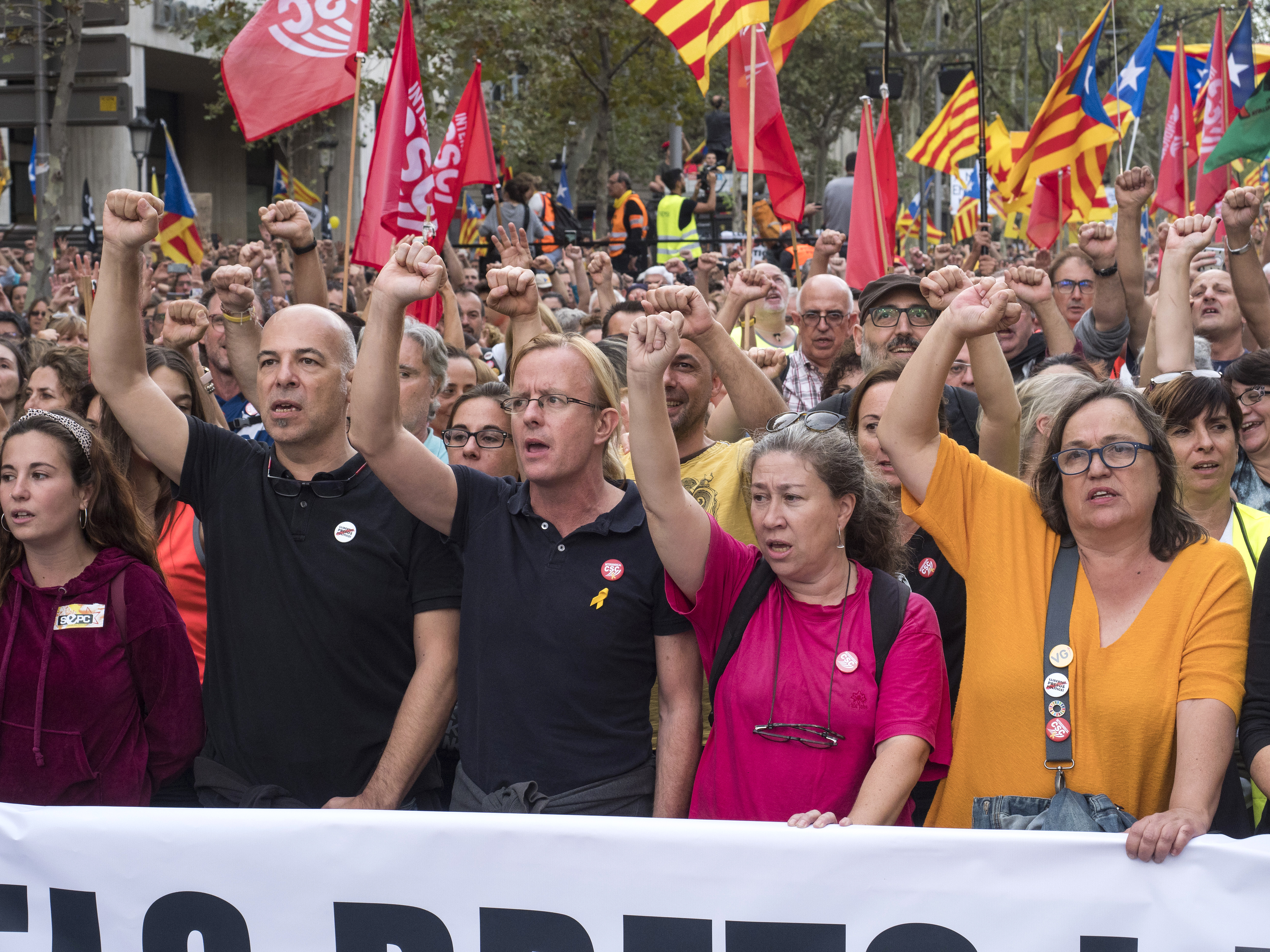
Manifestació convocada per la Intersindical-CSC en Barcelona

### Congressos
- Congrés Constituent. Es va fer a Tarragona els dies 13 i 14 de novembre de 1993.

- II Congrés Confederal. Es va fer a Barcelona el 25 d'abril de 1998.

- Congrés Extraordinari del juny del 2000.

- III Congrés Confederal. Es va fer a Barcelona el 20 de novembre de 2004.[9]

- Congrés Extraordinari del 24 d'octubre de 2008.

- IV Congrés Confederal. Se celebra el 21 de desembre de 2008.[10]

- V Congrés Nacional. Es va fer a Barcelona el 6 d'abril de 2013.[11]
- VI Congrés Nacional. Es va fer a Barcelona el 30 de juny de 2018.[12]
- VII Congrés Nacional. Es va fer a Barcelona el 12 de novembre de 2022.[13]

### Estructura

Logotip de l'Espai Jove de la Intersindical-CSC

La Intersindical - CSC és un sindicat independentista i de classe que agrupa tots els sectors productius. Està estructurat en federacions professionals, unions territorials (UT) i l'Espai Jove (l'Eina): 
- Federació de Serveis Privats
- Federació de Serveis Públics
- Federació d'Indústria
- Unions territorials
- Espai Jove: l'Eina

### Secretaris generals
- Miquel Porter (1993-1998)
- Isabel Pallarès i Rogué (1998-2013)
- Carles Sastre i Benlliure (2013-2020)
- Sergi Perelló i Miró (2020-)

## Resultats electorals
| Any  | Treballadors        | Funcionaris        | Total                 |
| ---- | ------------------- | ------------------ | --------------------- |
| 1997 | 306 / 38.662 (0.8٪) | 29 / 1.827 (1.6٪)  | 335 / 40.489 (0.8٪)   |
| 1998 | 228 / 39.064 (0.6٪) | 29 / 1.877 (1.5٪)  | 257 / 40.941 (0.6٪)   |
| 1999 | 149 / 42.504 (0.4٪) | 20 / 1.895 (1.1٪)  | 169 / 44.399 (0.4٪)   |
| 2000 | 186 / 45.103 (0.4٪) | 24 / 1.931 (1.2٪)  | 210 / 47.034 (0.4٪)   |
| 2001 | 195 / 48.000 (0.4٪) | 21 / 1.995 (1.1٪)  | 216 / 49.995 (0.4٪)   |
| 2002 | 203 / 48.203 (0.4٪) | 15 / 1.809 (0.8٪)  | 218 / 50.012 (0.4٪)   |
| 2003 | 216 / 49.787 (0.4٪) | 21 / 2.079 (1٪)    | 237 / 51.866 (0.5٪)   |
| 2004 | 259 / 51.534 (0.5٪) | 23 / 2.091 (1.1٪)  | 282 / 53.625 (0.5٪)   |
| 2005 | 268 / 52.740 (0.5٪) | 27 / 2.100 (1.3٪)  | 295 / 54.840 (0.5٪)   |
| 2006 | 317 / 52.846 (0.6٪) | 22 / 1.712 (1.3٪)  | 339 / 54.558 (0.6٪)   |
| 2007 | 317 / 52.846 (0.6٪) | 22 / 1.712 (1.3٪)  | 339 / 54.558 (0.6٪)   |
| 2008 | 288 / 56.267 (0.5٪) | 19 / 2.319 (0.8٪)  | 307 / 58.586 (0.5٪)   |
| 2009 | 271 / 57.345 (0.5٪) | 18 / 2.278 (0.8٪)  | 289 / 59.623 (0.5٪)   |
| 2010 | 261 / 56.428 (0.5٪) | 15 / 2.150 (0.7٪)  | 276 / 58.578 (0.5٪)   |
| 2011 | 205 / 53.883 (0.4٪) | 12 / 2.676 (0.4٪)  | 217 / 56.559 (0.4٪)   |
| 2012 | 240 / 53.510 (0.4٪) | 20 / 2.746 (0.7٪)  | 260 / 56.256 (0.5٪)   |
| 2013 | 227 / 52.584 (0.4٪) | 20 / 2.748 (0.7٪)  | 247 / 55.332 (0.4٪)   |
| 2014 | 192 / 49.403 (0.4٪) | 18 / 2.594 (0.7٪)  | 210 / 51.997 (0.4٪)   |
| 2015 | 197 / 46.605 (0.4٪) | 26 / 2.691 (1٪)    | 223 / 49.296 (0.5٪)   |
| 2016 | 204 / 47.798 (0.4٪) | 19 / 2.681 (0.7٪)  | 223 / 50.479 (0.4٪)   |
| 2017 | 217 / 48.392 (0.4٪) | 34 / 2.699 (1.3٪)  | 251 / 51.091 (0.5٪)   |
| 2018 | 282 / 49.202 (0.6٪) | 43 / 2.672 (1.6٪)  | 325 / 51.874 (0.6٪)   |
| 2019 | 579 / 49.920 (1.2٪) | 221 / 2.662 (8.3٪) | 800 / 52.582 (1.5٪)   |
| 2020 | 650 / 47.578 (1.4٪) | 243 / 2.683 (9.1٪) | 893 / 50.261 (1.8٪)   |
| 2021 | 827 / 49.779 (1.7٪) | 246 / 2.749 (8.9٪) | 1.073 / 52.528 (2٪)   |
| 2022 | 932 / 51.438 (1.8٪) | 249 / 2.781 (9٪)   | 1.181 / 54.219 (2.2٪) |
| 2023 | 944 / 53.360 (1.8٪) | 170 / 2.744 (6.2٪) | 1.114 / 56.104 (2٪)   |